# Vrbje (gmina Žalec)
Vrbje – wieś w Słowenii, w gminie Žalec. W 2018 roku liczyła 564 mieszkańców.